# Trompette de Gabriel
Vous lisez un « bon article » labellisé en 2023.

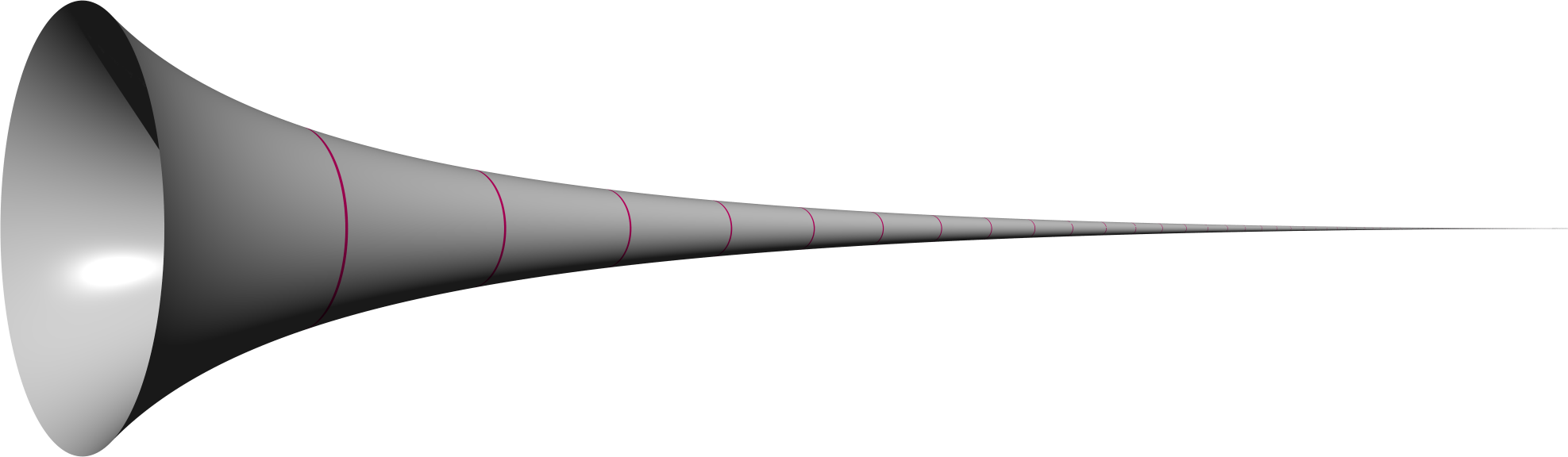
Représentation 3D d'une trompette de Gabriel.

La trompette de Gabriel ou solide hyperbolique aigu est une surface de révolution, définie en faisant tourner une portion d'hyperbole autour d'une de ses asymptotes, et en la coupant par un plan orthogonal à l'axe. Ce solide est de longueur infinie dans une direction, sa surface est également infinie, mais son volume est, quant à lui, fini.
Cette figure a été inventée vers 1640 par l'Italien Evangelista Torricelli, qui découvre ses propriétés surprenantes. Ce résultat a eu beaucoup de retentissement au XVIIe siècle, parmi les mathématiciens d'abord, puis chez les philosophes et les épistémologues, tant le paradoxe semblait insaisissable. Cette diffusion s'inscrit dans un moment charnière de l'histoire des mathématiques, marquant la transition entre une géométrie fidèle à la tradition antique et les concepts modernes. Cette transition nécessite une formalisation rigoureuse de deux notions : le calcul infinitésimal et l'infini, deux idées que la géométrie classique tendait à exclure. Le paradoxe posé par la trompette de Gabriel contribue à faire progresser ces sujets.
À l'époque contemporaine, cette figure reste présente dans de nombreux manuels, comme exercice de calcul infinitésimal. Différents noms lui sont donnés : trompette ou cor de Gabriel d'après l'archange annonçant le Jugement dernier en soufflant dans cet instrument, trompette de Torricelli, chapeau du magicien, etc.

## Généralités

Section de la trompette de Gabriel par le plan (Oxy).

La trompette de Gabriel est engendrée par une portion d'hyperbole d'équation
{\displaystyle xy=1},
tracée sur l'intervalle {\displaystyle [1;+\infty [} et tournant autour de l'axe (Ox). Une définition un peu plus générale utilise l'hyperbole {\displaystyle xy=a^{2}} sur l'intervalle {\displaystyle [x_{0};+\infty [} et conserve les mêmes propriétés.

### Équation
La surface de la trompette suit l'équation :
{\displaystyle \rho x=1}
en coordonnées cylindriques selon l'axe (Ox), et l'équation :
{\displaystyle \left(y^{2}+z^{2}\right)x^{2}=1}
en coordonnées cartésiennes.

### Calcul du volume
Son volume est obtenu en intégrant la surface {\displaystyle S(x)} (surface de la section de la trompette par le plan normal à l'axe (Ox) à l'ordonnée x, qui est un disque). On montre très facilement que le volume est égal à π :
{\displaystyle V=\int _{1}^{+\infty }S(x)\,\mathrm {d} x=\int _{1}^{+\infty }\pi y^{2}\,\mathrm {d} x=\pi \int _{1}^{+\infty }{\frac {1}{x^{2}}}\,\mathrm {d} x=\pi \left[{\frac {-1}{x}}\right]_{1}^{\infty }=\pi .}

### Calcul de l'aire
L'aire de la portion de trompette entre {\displaystyle x=1} et {\displaystyle x=x_{1}(x_{1}>1)} est donnée par la formule suivante, selon le premier théorème de Guldin, ou grâce à la première forme fondamentale :
{\displaystyle A(x_{1})=2\pi \int _{1}^{x_{1}}y{\sqrt {1+\left({\frac {\mathrm {d} y}{\mathrm {d} x}}\right)^{2}}}\,\mathrm {d} x=2\pi \int _{1}^{x_{1}}{\frac {1}{x}}{\sqrt {1+\left(-{\frac {1}{x^{2}}}\right)^{2}}}\mathrm {d} x=2\pi \int _{1}^{x_{1}}{\frac {1}{x}}{\sqrt {1+\left({\frac {1}{x^{4}}}\right)}}\mathrm {d} x,}
qui peut se minorer facilement, en remarquant que le contenu de la racine carrée est toujours strictement supérieur à 1 :
{\displaystyle A(x_{1})>2\pi \int _{1}^{x_{1}}{\frac {\mathrm {d} x}{x}}=2\pi \ln({x_{1}}).}
{\displaystyle A(x_{1})} est strictement supérieur à une expression qui diverge quand {\displaystyle x_{1}} tend vers {\displaystyle +\infty }, donc {\displaystyle A} tend lui-même vers l'infini.

### Paradoxe du peintre
Une façon d'exprimer le paradoxe d'avoir un solide de volume fini et de surface infinie est la question suivante : serait-il possible de peindre la surface intérieure de la trompette de Gabriel ? Si on raisonne à partir de la surface, celle-ci étant infinie, l'opération semble impossible : il faudrait une quantité infinie de peinture. Mais d'autre part, il est possible de remplir intégralement la trompette avec un volume fini de peinture, ce qui, a priori, recouvre toute sa surface. Le paradoxe s'explique en s'interrogeant sur l'épaisseur de la peinture. En faisant le raisonnement « une surface infinie demande une quantité infinie de peinture », on suppose que la peinture a une épaisseur {\displaystyle e} donnée, non nulle (qui devient supérieure au rayon de la trompette, quand {\displaystyle x} dépasse {\displaystyle 1/e}). Si on imagine une peinture « mathématique » d'épaisseur nulle, alors le volume de peinture devient une forme indéterminée de type {\displaystyle 0\times \infty }.

### Centre de gravité
Une autre propriété surprenante de la trompette de Gabriel, pointée dès le XVIIe siècle, est l'inexistence d'un centre de gravité. Le centre de gravité du solide de révolution généré par la courbe {\displaystyle y=f(x)} ne peut, par symétrie, que se trouver sur l'axe, seule son abscisse doit être calculée, elle est donnée par la formule suivante, qui, appliquée à la trompette de Gabriel, ne donne pas de solution, puisque l'intégrale au numérateur ne converge pas :
{\displaystyle x_{G}={\dfrac {\int xf(x)^{2}\mathrm {d} x}{\int f(x)^{2}\mathrm {d} x}}={\dfrac {\int _{1}^{+\infty }{\frac {\mathrm {d} x}{x}}}{\int _{1}^{+\infty }{\frac {\mathrm {d} x}{x^{2}}}}}.}

## Contexte historique

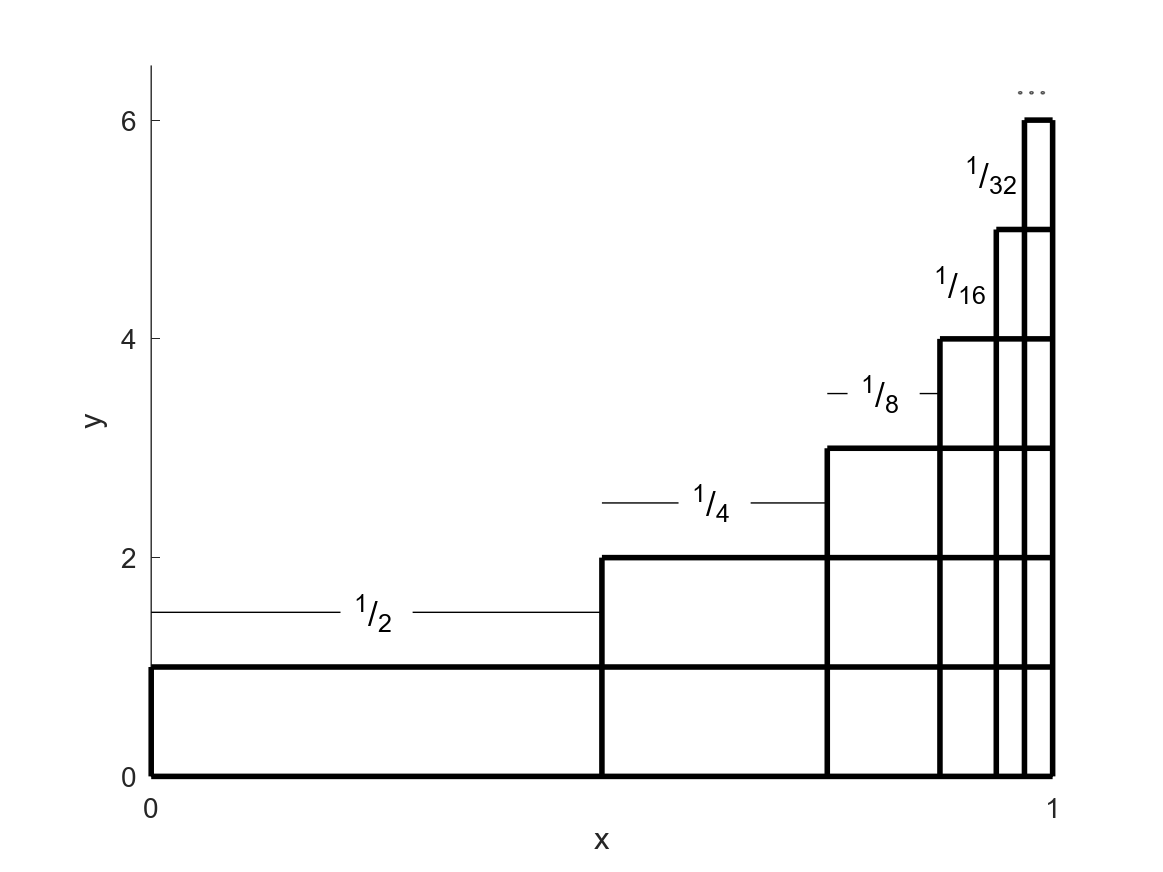
Représentation graphique de la somme des 2-N (Oresme).

Méthodes des indivisibles appliquée à un disque.

Le mathématicien Nicole Oresme, au XIVe siècle, s'était beaucoup intéressé à la question de la convergence ou de la divergence des sommes d'un nombre infini de termes. Il en a proposé des représentations graphiques comme, ci-contre, cette figure qui a une hauteur et un périmètre infinis, tout en ayant une surface finie, égale à 2. Cet antécédent n'est jamais cité dans le débat qui entoure la trompette de Gabriel trois siècles plus tard, il semble que cette partie des travaux d'Oresme était tombée dans l'oubli à cette époque.
Les mathématiques de la première moitié du XVIIe siècle sont marquées par de nombreuses tentatives de formaliser l'étude des infinis et des infiniment petits. Le Dialogue de Galilée (1632) s'en fait par exemple l'écho. Les mathématiciens et les philosophes sont divisés sur la notion d'infini : a-t-elle un sens mathématique ? Peut-on introduire une grandeur infinie dans un calcul ? Existe-t-il plusieurs infinis différents ?.
Vers 1630, Fermat introduit, pour chercher les extrémums d'un résultat mathématique (la notion même de fonction n'a pas encore été formalisée), une quantité qu'il rend de plus en plus petite puis qui disparait du calcul, c'est un premier pas vers le calcul infinitésimal, mais celui-ci ne sera formalisé qu'à la fin du siècle, par Newton et Leibniz.
À la même époque, Bonaventura Cavalieri, dont Torricelli a été élève, développe et publie la méthode des indivisibles pour le calcul de volumes et de surfaces. Il s'agit de se représenter la quantité étudiée comme une juxtaposition infinie de quantités d'une dimension inférieure (respectivement, surfaces ou lignes), qui peuvent être réorganisées. La figure ci-contre donne un exemple élémentaire : la surface d'un disque. Cavalieri retrouve la formule connue depuis l'Antiquité {\displaystyle S=\pi R^{2}} en représentant le disque comme une somme de cercles concentriques. Ces cercles sont déformés en segments, qui sont réarrangés pour former un triangle, de base {\displaystyle 2\pi R} et de hauteur {\displaystyle R}, d'où le résultat recherché pour l'aire.
Le débat sur la trompette de Gabriel s'inscrit donc dans le développement de ces notions, et y contribue.

## Les démonstrations de Torricelli
La trompette de Gabriel est étudiée par Evangelista Torricelli qui l'appelle le « solide hyperbolique aigu » (solidum hyperbolicum acutum).
Torricelli énonce le théorème suivant :
« Solidum acutum hyperbolicum, infinitè lungum, sectum plano ad axem erecto vnà cum cylindro suæ basis, æquale est cylindro cuidam recto, cuius basis diameter sit latus versum, siue axis hyperbolæ, altitudo verò sit æqualis semidiametro basis ipsius acutis solidi. »
« Le solide hyperbolique aigu, infiniment long, coupé par un plan perpendiculaire à l'axe, ajouté à un cylindre de la même base, est égal [en volume] au cylindre dont la base est la section transverse de l'hyperbole, et dont la hauteur est égale au rayon de la base du solide. »
L'énoncé seul est déjà remarquable dans l'histoire des mathématiques. Torricelli pose clairement que l'objet qu'il étudie est de longueur infinie, et non « indéfinie » : ce n'est pas une valeur qu'on peut rendre arbitrairement grande, le solide n'a vraiment pas de fin. Il y a là, souligné explicitement par les explications de Torricelli dans les correspondances, la revendication d'une forme de liberté intellectuelle : le mathématicien s'autorise à étudier un objet qui, manifestement, ne pourra jamais être réalisé en pratique, pas même de façon approchée.

### Par la méthode des indivisibles
Vers 1641, à une époque où le calcul intégral n'existe pas, il démontre que son volume est identique à celui d'un cylindre en utilisant la méthode des indivisibles développée par Bonaventura Cavalieri. Torricelli ne conçoit pas les indivisibles exactement de la même façon que Cavalieri : il leur attribue une épaisseur, petite devant les dimensions du solide, là où Cavalieri les conçoit comme des objets bidimensionnels. Cette évolution constitue un pas vers le calcul intégral. En quelque sorte, l'approche de Torricelli revient à s'imaginer que le solide est constitué d'un empilement de feuilles de papier, qu'il va séparer et réorganiser pour obtenir un autre objet de volume identique.
La démonstration que donne Torricelli consiste en cinq lemmes successifs.
Lemme 1 — Par révolution de l'hyperbole apollonienne définie par {\displaystyle xy=1} autour de son asymptote, on obtient un solide de révolution infiniment long.
Il complète la trompette par un « bouchon », c'est-à-dire un cylindre de rayon 1 et de hauteur 1 (donc de volume π), qui relie le plan Oyz et la base de la trompette. Il découpe ensuite son volume obtenu en cylindres coaxiaux d'épaisseur infinitésimale.
Lemme 2 — On peut définir, pour chaque point de l'hyperbole, un cylindre, qui est coaxial avec la trompette et inscrit dans celle-ci. Ces cylindres ont en commun le produit de leur hauteur par leur rayon (par définition de l'hyperbole), en conséquence, ils ont tous la même surface latérale {\displaystyle 2\pi }.
Lemme 3 — tous ces cylindres ont un volume proportionnel au diamètre de leur base. En effet, le cylindre construit avec un rayon r (<1) a une hauteur {\displaystyle h=1/r}, son volume vaut donc {\displaystyle V=\pi r^{2}h=\pi r}.
Lemme 4 — Chacun de ces cylindres a une surface latérale égale au quart de la surface de la sphère de rayon {\displaystyle {\sqrt {2}}}.
Lemme 5 — Chacun de ces cylindres a une surface latérale égale à l'aire du disque de rayon {\displaystyle {\sqrt {2}}}.
Pour reprendre l'analogie, les feuilles de papiers successives ont été enroulées autour de l'axe des {\displaystyle x} pour former les cylindres. Il déplie ces cylindres en rectangle. Chaque rectangle a pour dimensions {\displaystyle x\times 2\pi y}, comme le produit {\displaystyle xy} est constant, tous les rectangles ont la même aire : 2π. Il déforme alors chaque rectangle en un disque de même aire, donc de rayon {\displaystyle {\sqrt {2}}}. Il obtient ainsi un cylindre de hauteur 1 et de surface de base égale à 2π, donc de volume égal à 2π. Il lui suffit alors d'enlever le volume connu du «bouchon» pour trouver le volume de la trompette : π. Au passage, le volume de la corne est égal à celui du « bouchon », ce qui est un autre résultat remarquable.

Calcul du volume par Torricelli
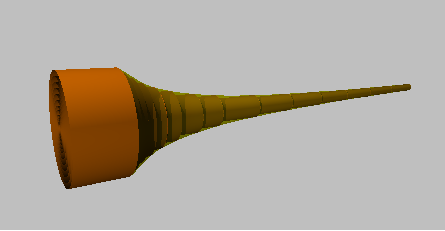
étape 1.
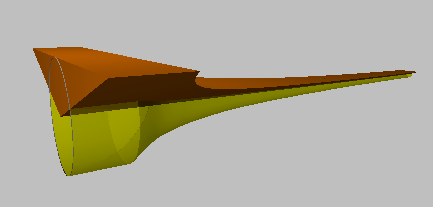
étape 2.
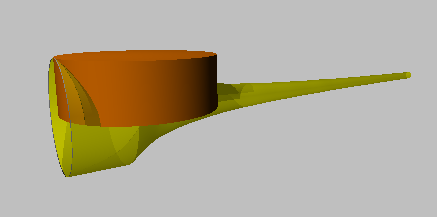
étape 3.

### Démonstration par exhaustion
La validité de la méthode des indivisibles ne faisant pas l'unanimité, Torricelli double son calcul du volume par un raisonnement par exhaustion. Cette méthode est utilisée depuis Euclide et donc à même de rassurer les géomètres les plus conservateurs. Elle consiste à proposer deux démonstrations par l'absurde, démontrant l'une que le volume ne peut pas être supérieur au résultat recherché, l'autre qu'il ne peut pas être inférieur. Cette méthode est rigoureuse, mais elle nécessite de connaître déjà le résultat, elle est donc utilisée pour consolider une valeur obtenue par d'autres méthodes.
Torricelli émet les hypothèses que la trompette aurait un volume supérieur, ou inférieur à celui du cylindre. En passant par une trompette « évidée » comme comparaison, il arrive, dans les deux cas, à des contradictions.

## Retentissement

### Correspondances entre mathématiciens
À partir de la fin 1641, Torricelli partage cette découverte avec d'autres mathématiciens, à commencer par Cavalieri, dont il fut élève. Qu'un solide de longueur infinie puisse posséder un volume fini semble contre-intuitif aux mathématiciens de l'époque et suscite de nombreuses correspondances sur le sujet du fini et de l'infini. Cavalieri s'en étonne, et Roberval met d'abord en doute le résultat de Torricelli. Roberval, convaincu par la suite, fournit une démonstration que Torricelli reconnaît être plus ingénieuse.

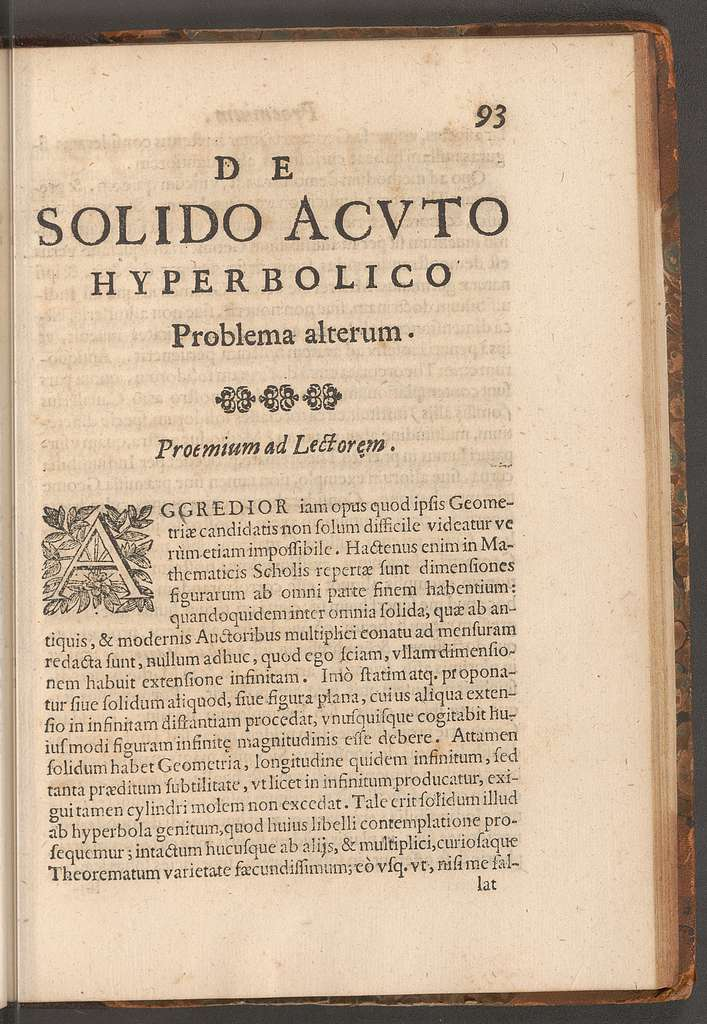
Page 93 de lOpera geometrica.

### Publication de l'Opera geometrica
En 1644, Torricelli publie l'Opera geometrica, ouvrage imprimé de géométrie. Il y inclut un chapitre sur le solide hyperbolique aigu, et le paradoxe est ainsi diffusé bien au-delà du petit cercle de mathématiciens qui avait échangé sur le sujet jusque-là.

### Réactions des contemporains
Ce résultat suscite l'admiration de Gassendi, remet en cause la définition du solide chez Barrow et Mersenne, déstabilise Descartes dans ses convictions sur l'infini et suscite un débat entre Hobbes et Wallis. Descartes estime que cette démonstration est « l'une des plus belles [qu'il] ait jamais vues » dans une lettre datée de décembre 1643. Le solide hyperbolique aigu inspire à Pascal cette réflexion : « Incompréhensible. Tout ce qui est incompréhensible ne laisse pas d'être. Le Nombre infini. Un espace infini égal au fini. »

#### Débat entre Hobbes et Wallis
Thomas Hobbes et John Wallis s'opposent dans une série de polémiques entre les années 1650 et les années 1670, déclenchée par la réaction de Wallis à la publication, par Hobbes, de ce qu'il croit être une démonstration de la quadrature du cercle. Hobbes défend une conception des mathématiques inféodées à la réalité physique, ce à quoi Wallis s'oppose. Hobbes considère la démonstration de Torricelli comme l'œuvre d'un fou. La position de Hobbes est philosophique : les humains sont finis et ne peuvent ni concevoir, ni utiliser l'infini (ou les infiniment petits). Wallis, au contraire, développe toute une méthodologie pour travailler avec les infiniment petits et revendique la démonstration de Torricelli comme une source d'inspiration. Hobbes, à l'issue de la controverse, perd sa crédibilité dans le domaine mathématique.

#### Barrow
Isaac Barrow, dans ses Lectures de 1666, oppose le résultat de Toricelli à une proposition d'Aristote, faisant encore argument d'autorité : « il n'y a pas de proportion entre le fini et l'infini » (Du ciel, livre 1, chapitre 6). Cependant, Barrow parvient finalement à concilier les deux : le dictum d'Aristote reste vrai, mais il ne vaut qu'entre deux grandeurs de même nature. Ainsi, il ne peut y avoir de proportion entre un volume fini et un volume infini, ou entre une surface finie et une surface infinie. Le résultat de Torricelli concerne un volume et une surface, et ne contredit donc pas l'énoncé aristotélicien.

#### Pardies
Ignace-Gaston Pardies, dans la préface de ses Éléments de géométrie en 1671, en fait une preuve de l'immatérialité de l'âme et de l'existence de Dieu, son raisonnement étant qu'un humain limité au monde matériel serait incapable de comprendre l'infini.

### Postérité

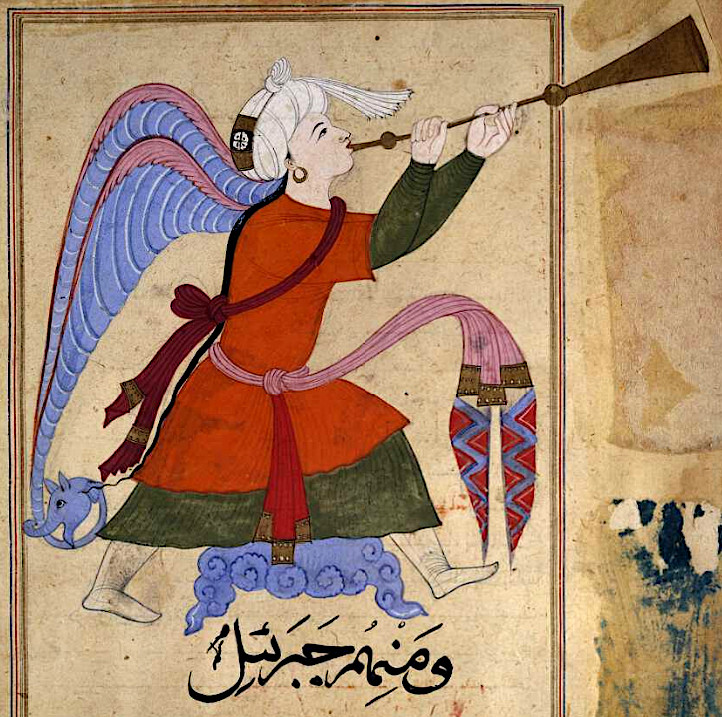
Œuvre d'art islamique du XIVe siècle montrant un archange soufflant dans un nafir, le personnage étant identifié soit à Gabriel soit à Israfel.

Passée sa période de forte notoriété au XVIIe siècle, cet objet mathématique trouve sa place dans les ouvrages de référence. L'Encyclopédie de Diderot et d'Alembert (Volume 38) lui consacre ainsi un paragraphe. À l'époque contemporaine, il acquiert le nom de trompette de Gabriel d'après l'ange Gabriel qui, dans certaines traditions religieuses, annonce le Jugement dernier en soufflant dans une trompette, la longueur infinie de l'objet mathématique évoquant la divinité,.

## Variantes et généralisations

### Gâteau de mariage de Gabriel

Gâteau de mariage de Gabriel.

Le gâteau de mariage de Gabriel est une variante de la trompette. Elle remplace la fonction hyperbole par une fonction en escaliers, qui pour x positif vaut :
{\displaystyle y(x)={\frac {1}{E(x)+1}}}
Où E(x) dénote la partie entière. Le solide obtenu est donc un empilement infini de cylindres dont les rayons sont les inverses des entiers. La surface de cette figure se calcule en additionnant les surfaces latérales des cylindres, plus les parties verticales qui se complètent à l'infini en un cercle de rayon 1 :
{\displaystyle S=\pi +\sum _{n=1}^{\infty }{\frac {2\pi }{n}}}
On retrouve donc la série harmonique, qui diverge, la surface est infinie.
Le volume est fini, il se calcule simplement en sommant les volumes des cylindres de hauteur 1 et de rayon {\displaystyle 1/n} :
{\displaystyle V=\sum _{n=1}^{\infty }{\frac {\pi }{n^{2}}}}
On retrouve, au facteur π près, la série du problème de Bâle, on a donc {\displaystyle V={\frac {\pi ^{3}}{6}}}. Le gâteau de mariage de Gabriel, apporté en complément de la trompette, a une certaine valeur pédagogique, pour introduire les comparaisons entre sommes continues (intégrales) et sommes discrètes (séries).

### Changement de l'exposant
On peut généraliser quelque peu la trompette de Gabriel simplement en appliquant un exposant p au dénominateur. La fonction génératrice devient :
{\displaystyle y(x)=x^{-p}}
Il se démontre alors, en écrivant sous forme d'intégrales le volume et la surface, que :
- La surface est finie si et seulement si {\displaystyle p>1}
- Le volume est fini si et seulement si {\displaystyle p>{\frac {1}{2}}}

Le paradoxe se retrouve donc, pour toute valeur p comprise dans l'intervalle {\displaystyle ]{\frac {1}{2}},1]}.

### Équivalents à longueur finie

Surface de Kenicky (2006).

Si la trompette de Gabriel n'est pas bornée en x, il existe des solides de révolution qui ont une surface infinie, un volume fini, et une longueur finie. Un tel objet est proposé par Mark Lynch en 2005. Il s'agit du solide de révolution généré par une fonction qui, à l'approche de 0, présente des oscillations de plus en plus petites en amplitude, mais d'une période de plus en plus courte. La fonction utilisée par Lynch est définie par morceaux. Une variante publiée en 2006 utilise une fonction continue et dérivable. Le volume est présenté ci-contre, de même qu'une partie de la fonction sur l'intervalle de 0 à 0,3. La fonction génératrice est :
{\displaystyle \forall x\neq 0,\ f(x)=2+{\frac {x}{\ln(x)}}\sin \left({\frac {1}{x}}\right)}, prolongée avec {\displaystyle f(0)=2}.

### Dimensions supérieures
La corne de Gabriel peut se généraliser dans un hyperspace de dimension quelconque. Cette généralisation n'a été étudiée que dans les années 2000. Si une hyperbole de dimension n, générée par la fonction {\displaystyle y=x^{-p}}, est utilisée pour générer, par rotation autour de son asymptote, un hypersolide en dimension n+1, alors, on retrouve le paradoxe (hypersurface infinie et hypervolume fini), pour toute valeur de p vérifiant :
{\displaystyle {\frac {1}{n}}<p\leq {\frac {1}{n-1}}}

## Comparaison avec des problèmes similaires

### Cissoïde

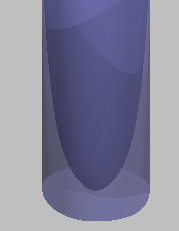
Cissoïde de Sluse.

À la même époque, Huygens et Sluse, étudiant la cissoïde, prouvent l'existence d'un récipient de volume fini et pouvant contenir un volume infini. Il s'agit d'un « vase » obtenu par rotation de la surface comprise entre la cissoïde et son asymptote autour de l'axe parallèle à l'asymptote passant par le sommet de la cissoïde. Cette figure a parfois été présentée à tort comme la réciproque de la trompette de Gabriel, mais cette description est trompeuse, car on compare ici deux volumes, et non une surface et un volume.

### Isopérimétrie
La véritable réciproque de la trompette de Gabriel serait un objet de surface finie englobant un volume infini, mais aucun objet de ce type n'existe (en géométrie euclidienne). Il est même prouvé qu'un solide d'un volume donné a forcément une surface supérieure ou égale à celle de la sphère de même volume.

### Fractales
Les objets à structure fractale présentent eux aussi des paradoxes comme celui d'une surface infinie pour un volume fini, mais arrivent à cette propriété en possédant une structure locale infiniment complexe. Des parallèles peuvent être établis avec la trompette de Gabriel : par exemple le flocon de Koch présente le même paradoxe dit du peintre.